# Asota albivena
Asota albivena là một loài bướm đêm thuộc họ Erebidae. Nó được tìm thấy ở Sulawesi, Maluku và quần đảo Kai.
Sải cánh dài khoảng 57 mm.